# Incident de l'Avro Lincoln abattu en 1953
Guerre froide
L'incident de l'Avro Lincoln abattu en 1953 était la destruction d'un bombardier quadrimoteur Avro Lincoln de Royal Air Force britannique qui avait pénétré dans l'espace aérien est-allemand lors d'une mission d'entraînement le 12 mars 1953. Alors que l'avion volait dans le couloir aérien Hambourg-Berlin-Ouest au-dessus de l'Allemagne de l'Est, il a été abattu par des chasseurs soviétiques MiG-15.

## Incident

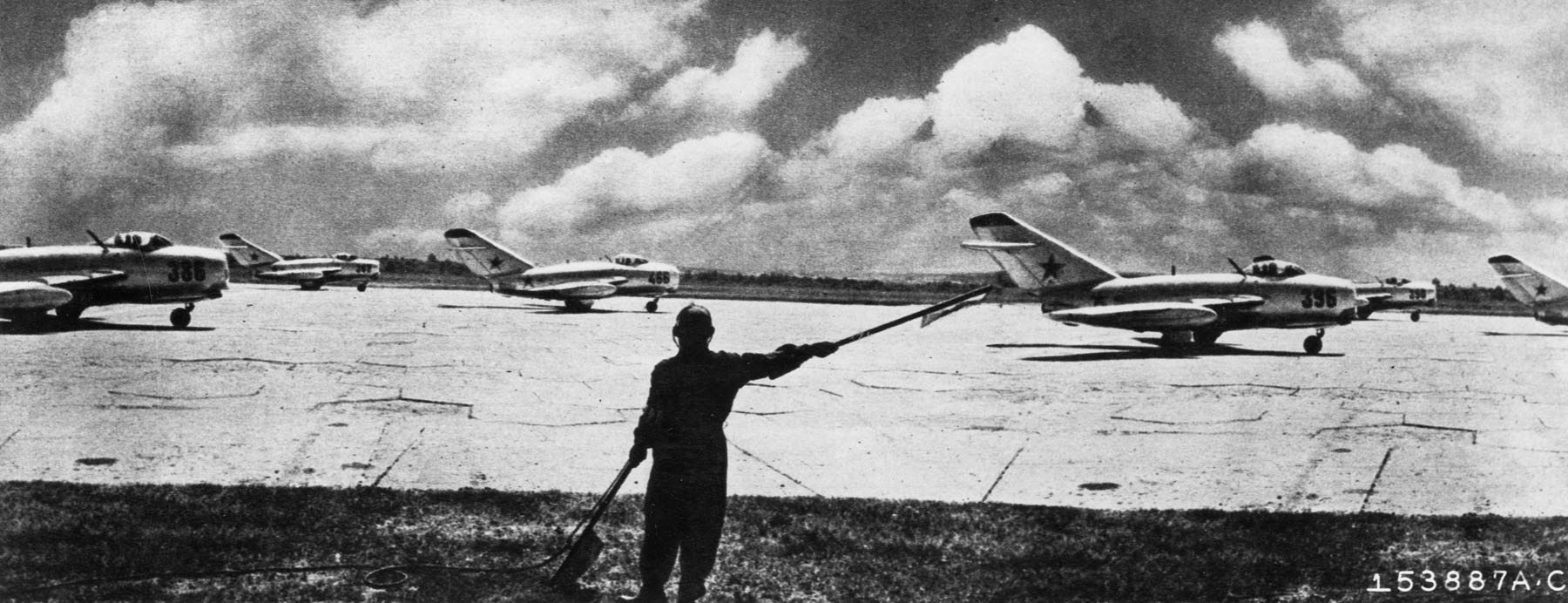
Des MiG-15 soviétiques au sol dans les années 1950.

L'Avro Lincoln immatriculé RF531 "C" était exploité par la Central Gunnery School de la RAF Leconfield (en), une formation du Royal Air Force Bomber Command, et effectuait officiellement un vol d'entraînement longue distance de routine. L'avion a été intercepté par deux chasseurs MiG-15 de la Voyska PVO soviétique et a été abattu par les tirs de canons de 23 mm. L'Avro Lincoln s'est écrasé à l'est de Boizenburg, à la frontière des zones britannique et soviétique, percutant une forêt entre Vierkrug et Horst dans la zone d'occupation soviétique en Allemagne. 
Il a été initialement signalé que six des sept membres d'équipage avaient été tués et un blessé ; mais ce dernier est décédé plus tard à l'hôpital. Des civils allemands au sol ont rapporté que deux aviateurs britanniques ont sauté en parachute de l'avion condamné, pour être mitraillés et tués par l'un des MiG-15. 
Cet incident a lieu deux jours après qu'un chasseur américain soit abattu par un MiG-15 tchécoslovaque lors de la bataille aérienne de Merklín.

## Conséquences
Le gouvernement britannique représenté par le haut-commissaire du Royaume-Uni en Allemagne a protesté auprès du haut-commissaire soviétique en Allemagne contre l'attaque d'un avion britannique et la mort de militaires britanniques.  L'agence de presse soviétique a déclaré que le Lincoln avait survolé la République démocratique allemande et n'avait pas répondu aux ordres légitimes d'atterrir sur l'aérodrome le plus proche et avait tiré sur les chasseurs. Le ministre britannique des Affaires étrangères Anthony Eden l'a qualifié d'acte « barbare ». Le Premier ministre britannique Winston Churchill a condamné l'attaque dans une déclaration au parlement et le Secrétaire d'État à l'Air a souligné que l'Avro Lincoln n'était pas armé et se trouvait dans le couloir aérien convenu.  
L'historien britannique Richard Aldrich affirme que si le bombardier n'était pas directement impliqué dans la collecte de renseignements aéroportés, sa progression était soigneusement suivie par une unité britannique de renseignement d'origine électromagnétique sur la base RAF Charfoldendorf en zone d'occupation britannique.